# Phil Bredesen
Philip Norman Bredesen (Oceanport, 21 de Novembro de 1943) é um político estadunidense, foi o 48º governador do Tennessee, no cargo entre 2003 a 2011.

## História
Bredesen nasceu em Nova Jérsei, mas cresceu em Shortsville, Nova Iorque, uma pequena comunidade agrícola ao sul de Rochester. Bacharelou-se em física pela Universidade de Harvard. Ele e sua esposa, Andrea Conte, têm um filho, Ben.
Bredesen mudou-se para Nashville em 1975. Enquanto trabalhava com pesquisa na biblioteca pública, rascunhou um plano de negócios em seu pequeno apartamento que levou a criação da HealthAmerica Corp., uma companhia de administração de plano de saúde que empregou seis mil e teve suas ações na Bolsa de Valores de Nova Iorque. Ele vendeu sua parte na empresa em 1986.

### Carreira política
Bredesen disputou sua primeira campanha política em 1987, pelo cargo de prefeito de Nashville. Ele ficou em segundo lugar para o congressista Bill Boner, mas como Boner conquistou apenas 42% dos votos, os dois viram-se face a face em um segundo turno, que terminou em vitória para Boner.
Em 1988, ele candidatou-se para as eleições primárias do Partido Democrata para a cadeira de congressista, deixada disponível pela vitória de Boner. Terminou em segundo lugar perdendo para Bob Clement, filho do ex-governador Frank G. Clement. Bredesen candidatou-se a prefeito novamente em 1991 e venceu com grande margem de votos. Em 1995, foi reeleito de forma bem semelhante.
Como prefeito de Nashville, trouxe 440 novos professores para a educação, construiu 32 novas escolhas e renovou outras 43. Além disso, implementou um currículo de volta às origens, que ensinava os fundamentos do aprendizado aos professores. Adicionalmente, sob a administração Bredesen, o time Houston Oilers (agora conhecido como Tennessee Titans, da National Football League (NFL), foi transferido para Nashville, recebendo um novo estádio de futebol americano.
Em 1994, Bredesen, venceu a indicação do Partido Democrata para governador e enfrentou o congressista republicano Don Sundquist nas eleições gerais de novembro. A disputa foi tida inicialmente como uma das mais acirradas, mas Sundquist venceu por larga margem.